# Этрета
Этрета́  (фр. Étretat) — город и коммуна во французском департаменте Приморская Сена с населением 1242 человека.
Название «Этрета» имеет скандинавские корни.
Город расположен на побережье Ла-Манша и широко известен благодаря живописным прибрежным скалам, образующим многочисленные природные арки. Побережье Этрета расположено на так называемом Известняковом берегу (Па-де-Ко; см. также Белые скалы Дувра). Этрета является достаточно крупным туристическим центром Франции.

## Достопримечательности
В Этрета имеется памятник пилотам Шарлю Нунжессеру и Франсуа Коли, которые в 1927 году пытались на одномоторном биплане «Белая птица» совершить первый беспосадочный перелёт из Парижа в Нью-Йорк. В Нью-Йорк они не долетели; последний раз их видели над рифом, где сейчас стоит мемориал.
Также в Этрета есть галечный пляж и гольф-клуб с полями, расположенными прямо над морем.
В Этрета находится дом-музей Мориса Леблана.
В этом городе разворачивается действие романа Жоржа Сименона «Мегрэ и старая дама», экранизированного Гостелерадио СССР в 1974 году (роль комиссара Мегрэ играет Борис Тенин).
Les Jardins d’Etretat — сад (с 1903 года), состоит в списке «Великих садов мира», реставрирован в 2016 году.

## Персоналии
- Декурсель, Адриан (1821—1892) — французский драматург.

## Галерея

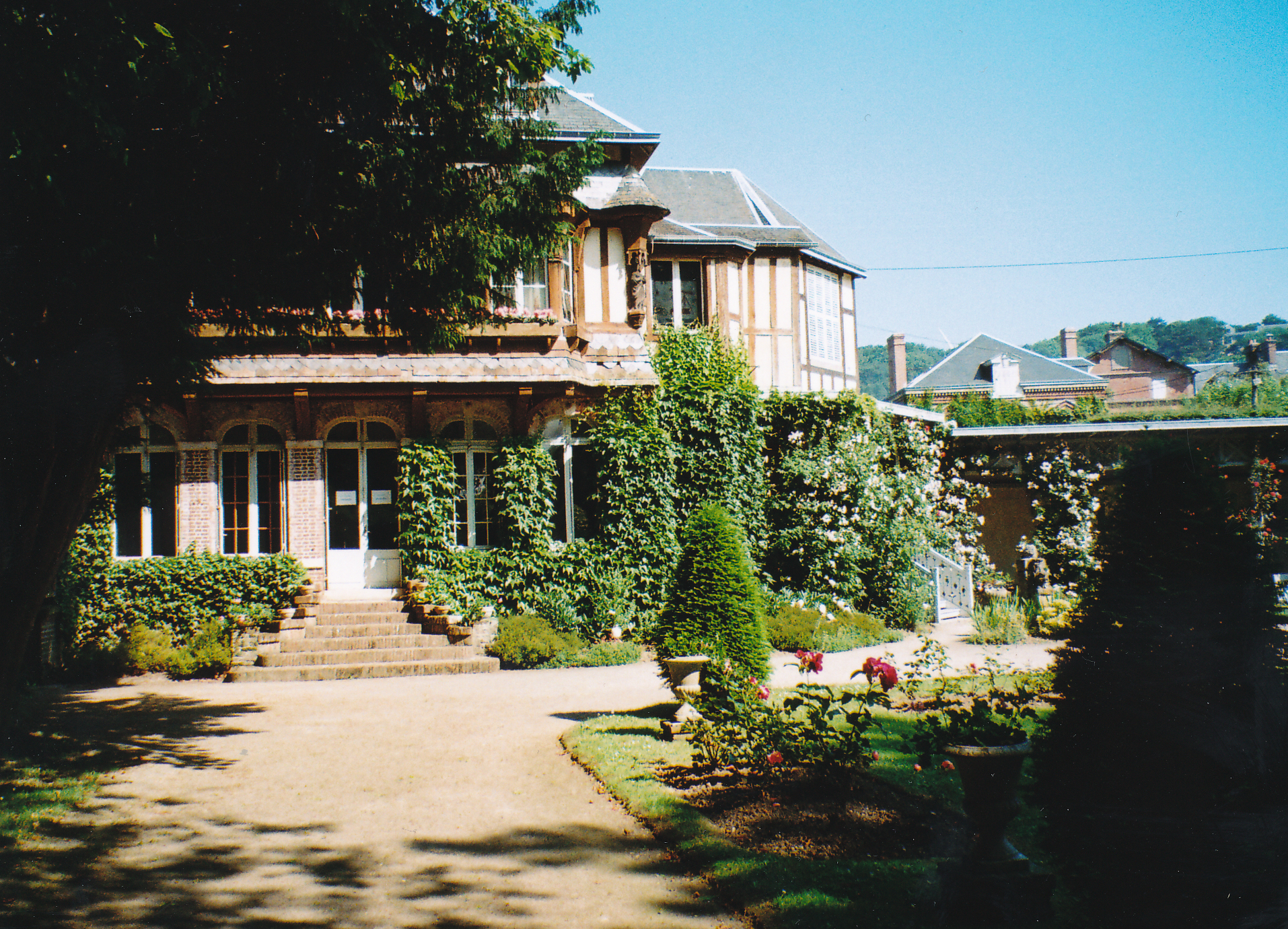
Дом-музей Мориса Леблана
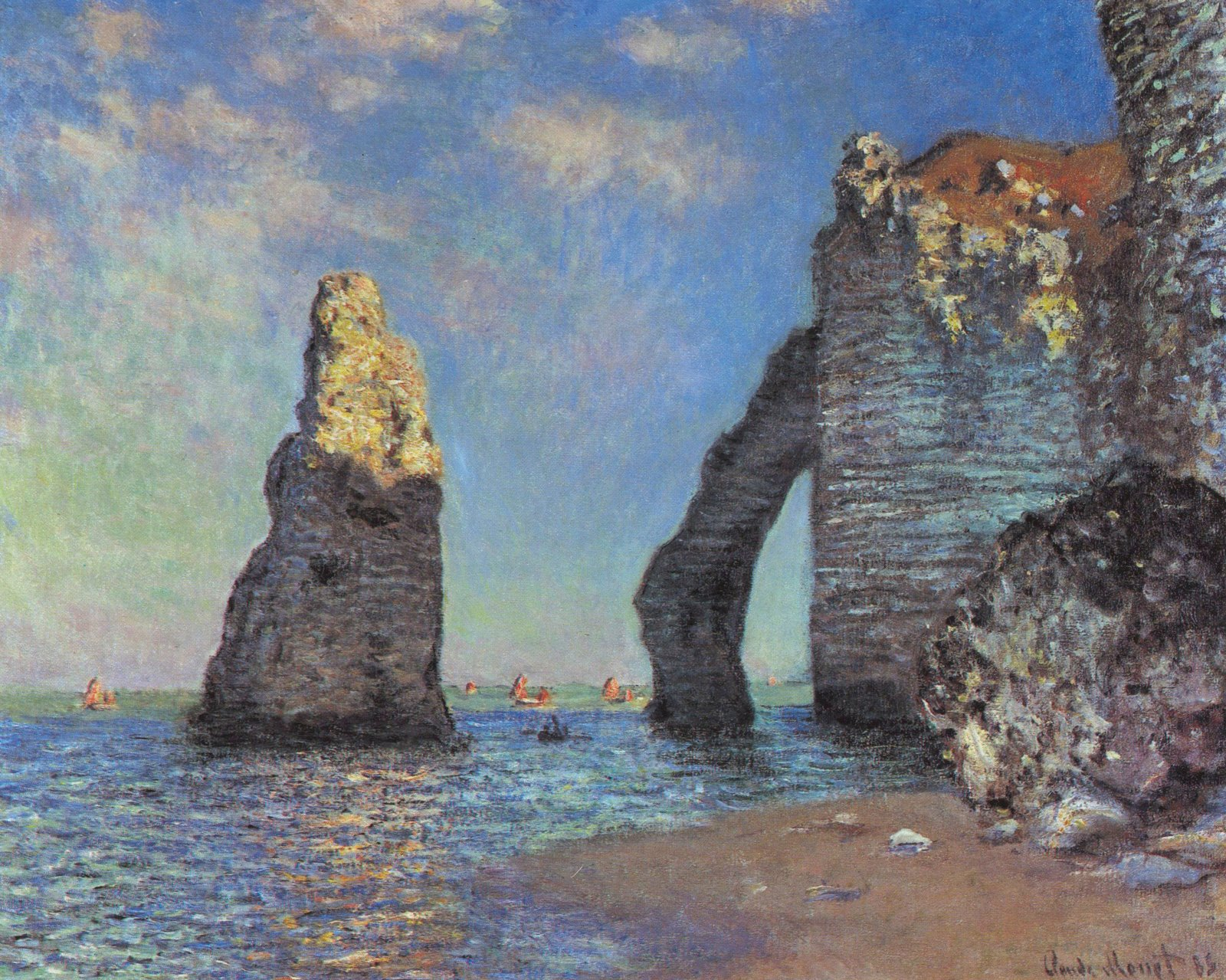
Клод Моне. Скалы в Этрета
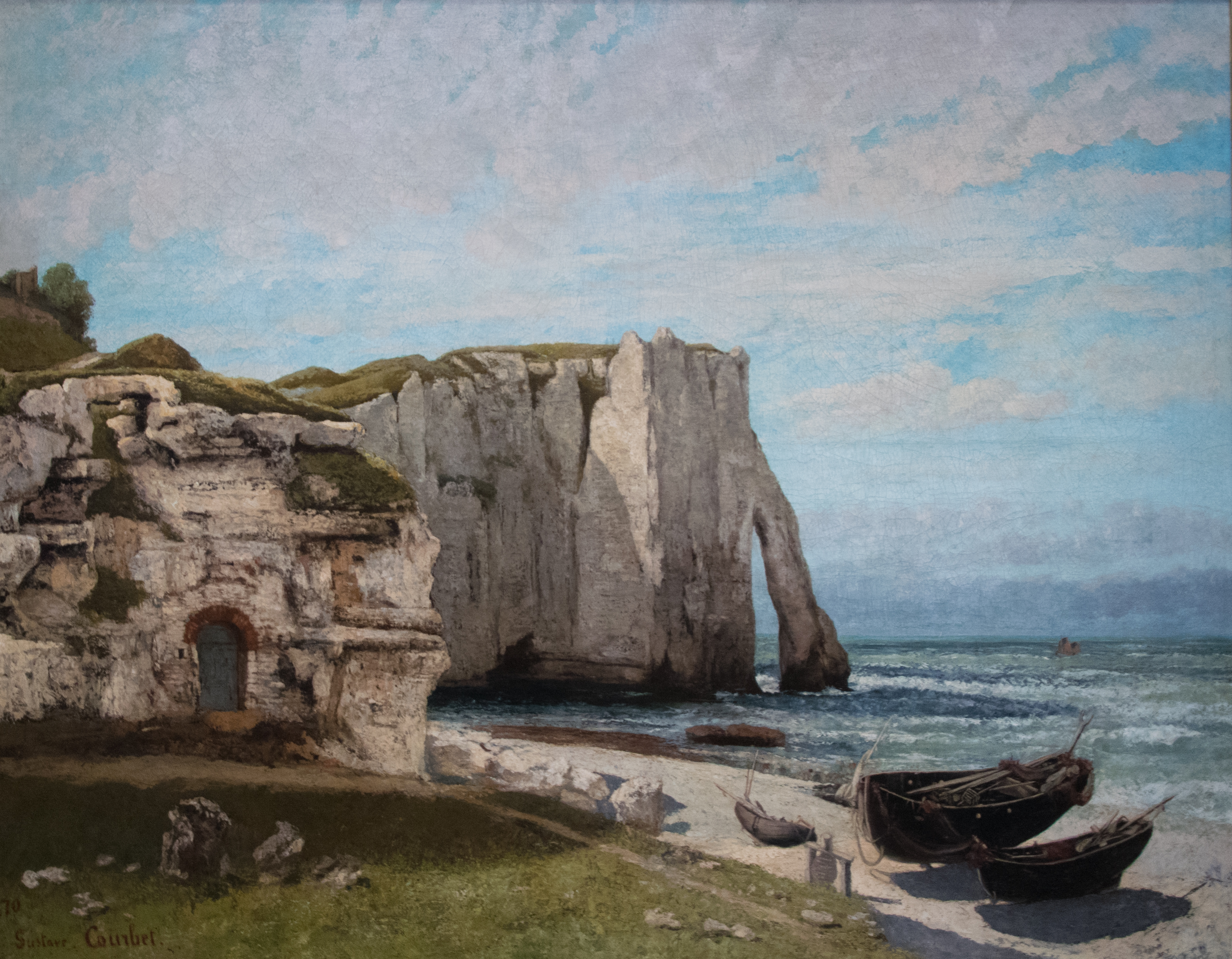
Густав Курбе. Скалы в Этрета